# بيكا ماركانين
بيكا ماركانين (بالفنلندية: Pekka Markkanen) مواليد 28 مايو 1967 في بوري، هو لاعب كرة سلة فنلندي سابق. بدأ مسيرته الاحترافية في سنة 1985. يبلغ طوله 6 قدم 10 بوصة (2.1 م). اعتزل اللعب في 2007.

## المسيرة الاحترافية
لعب مع بروس باسكتس في الدوري الألماني في موسم 1995–1996، ثم لعب مع توربان بويات من سنة 1996 إلى 1998، ثم لعب مع نانسي باسكت في الدوري الفرنسي من سنة 1998 إلى 2000.

## روابط خارجية
- بيكا ماركانين على موقع الاتحاد الدولي لكرة السلة (الإنجليزية)
- بيكا ماركانين على موقع كرة السلة الأوروبية.كوم (الإنجليزية)
- بيكا ماركانين على موقع كلية كرة السلة في سبورتس رفرنس.كوم (الإنجليزية)
- بيكا ماركانين على موقع بروبوليرز (الإنجليزية)